# 지아르나트흐로놈

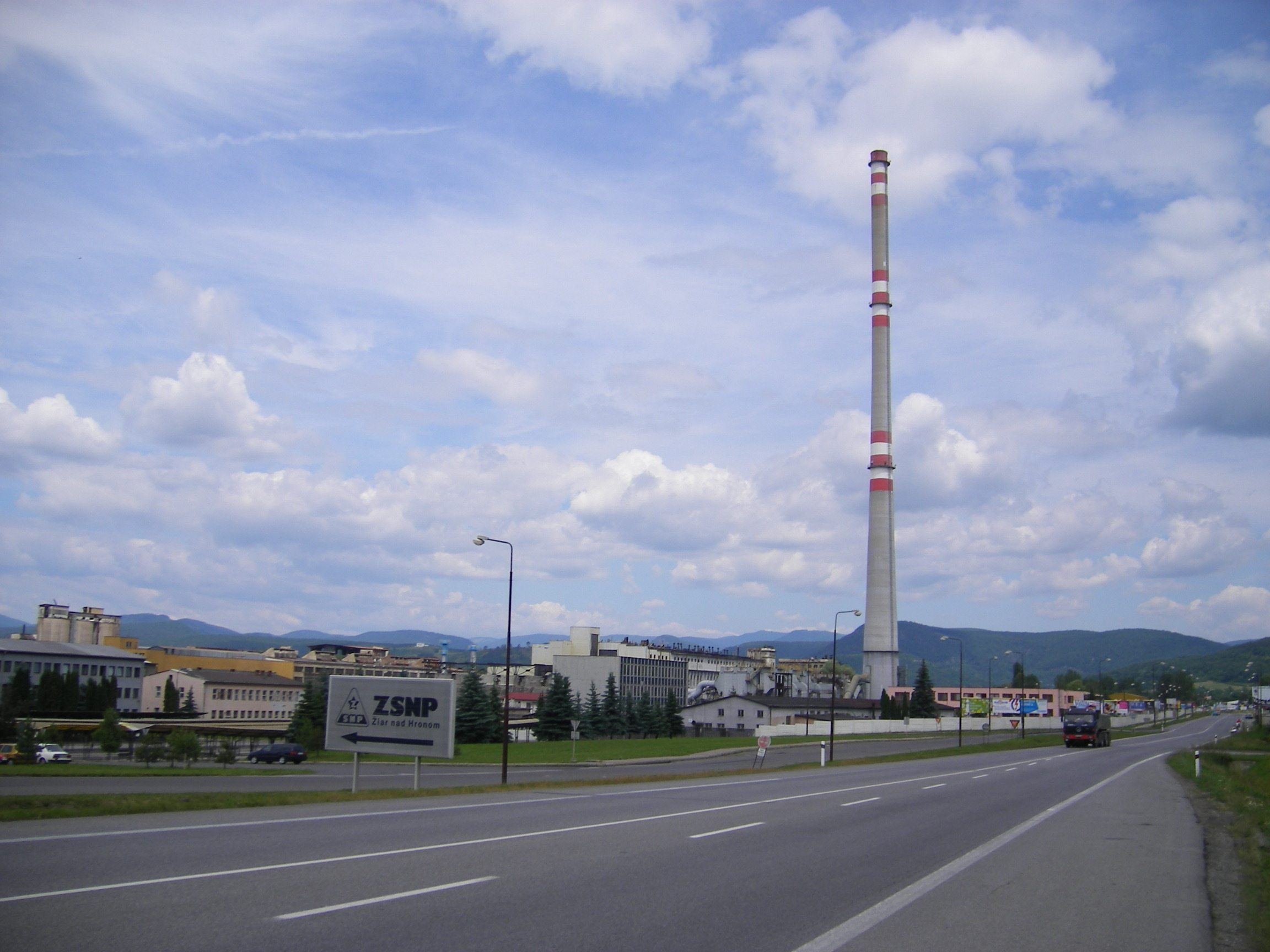
지아르나트흐로놈 알루미늄 공장

지아르나트흐로놈(슬로바키아어: Žiar nad Hronom, 독일어: Heiligenkreuz 하일리겐크로이츠[*], 헝가리어: Garamszentkereszt 거럼센트케레스트[*])는 슬로바키아 반스카비스트리차 주에 위치한 도시로 면적은 39.06 km2, 높이는 265 m, 인구는 19,883명(2011년 기준), 인구 밀도는 509명/km2이다. 흐론강과 접하며 반스카비스트리차에서 약 40 km, 브라티슬라바에서 약 170 km 정도 떨어진 곳에 위치한다.
1075년 베네딕도회 수도원 문서에서 처음 등장했으며 1246년에 도시 지위를 부여받았다. 1920년까지는 슬로바키아어로 "성십자가"라는 뜻을 가진 스바티크리시(Svätý Kríž)라는 이름을 사용했고 1920년부터 1955년까지는 스바티크리시나트흐로놈(Svätý Kríž nad Hronom)이라는 이름을 사용했다.

시 문장